# Armand Salacrou
Armand Camille Salacrou (Rouen, 1899. augusztus 9. – Le Havre, 1989. november 23.) francia drámaíró.

## Élete
Rouenban született, de gyermekkorának nagy részét Le Havre-ban töltötte. 1917-ben Párizsha.  költözött. Első munkái a szürrealisták hatását mutatják be.
Egy nyereséges reklámcég tulajdonosa volt, de azt eladta, hogy idejét színdarabírással tölthesse. Charles Dullin bátorítására sokféle stílusban írt, és az 1930-as évek közepétől drámáival nagy sikert aratott. Későbbi munkáit általában az egzisztencialistákéhoz sorolják. Az 1920-as években kacérkodott a kommunizmussal is, és Boulevard Durand című darabjában bírálta a kapitalizmust. Franciaország náci megszállása idején részt vett az ellenállásban, ebben átélt tapasztalatait a A gyűlölet éjszakája című drámájában.írta meg.
Tagja volt az Académie Goncourt-nak, és szülővárosában egy könyvtár is róla van elnevezve.

## Színdarabjai
- 1923 : Magasin d'accessoires, Histoire de cirque, Le Casseur d'assiettes, Les Trente Tombes de Judas
- 1924 : La Boule de Verre
- 1925 : Le Pont de l'Europe
- 1925 : Tour à terre
- 1927 : Patchouli, ou Les Désordres de l'amour
- 1929 : Atlas-Hôtel, Les Frénétiques
- 1931 : La Vie en Rose
- 1933 : Une femme libre, Poof
- 1935 : L'Inconnue d'Arras
- 1936 : Un homme comme les autres
- 1937 : La terre est ronde
- 1939 : Histoire de rire
- 1941 : La Marguerite
- 1944 : Les Fiancés du Havre
- 1945 : Le Soldat et la sorcière
- 1946 : Les Nuits de la colère (A gyűlölet éjszakája)
- 1946 : L'Archipel Lenoir, ou Il ne faut pas toucher aux choses inutiles, Pourquoi pas moi?
- 1950 : Dieu le savait, ou la Vie n'est pas sérieuse
- 1952 : Sens Interdit, ou Les Âges de la Vie
- 1953 : Les Invités du Bon Dieu
- 1953 : Une femme trop honnête, ou Tout est dans la façon de le dire
- 1954 : Le Miroir
- 1959 : Boulevard Durand
- 1964 : Comme les Chardons
- 1966 : La Rue Noire

## Bibliográfia
- J. van den Esch. Armand Salacrou, a l'angoisse dramaturgja. Párizs, 1947
- David Looseley. Elkötelezettség keresése: Armand Salacrou Színháza. Exeteri Egyetem, 1985
- Juris Silenieks. Témák és drámai formák Armand Salacrou darabjaiban. Nebraska Egyetem, Lincoln, 1967
- Fiorenza di Franco. Le theâtre de Salacrou. Gallimard, Párizs, 1970
- Annie Ubersfeld. Armand Salacrou. Seghers, Párizs, 1970
- Philippe Bébon. Salacrou. Éditions universitaires, Párizs, 1971

## Fordítás
- Ez a szócikk részben vagy egészben  az   Armand Salacrou című angol Wikipédia-szócikk fordításán alapul.  Az eredeti cikk szerkesztőit annak laptörténete sorolja fel. Ez a jelzés csupán a megfogalmazás eredetét és a szerzői jogokat jelzi, nem szolgál a cikkben szereplő információk forrásmegjelöléseként.